# Rhagodia eremaea
Rhagodia eremaea är en amarantväxtart som beskrevs av Paul G. Wilson. Rhagodia eremaea ingår i släktet Rhagodia och familjen amarantväxter. Inga underarter finns listade i Catalogue of Life.